# Paper Light (Higher)
Paper Light (Higher) är en låt av svenska sångerskan Loreen. Låten skrevs av Loreen själv med Tom Liljegren och Alexander "Alex" Ryberg och producerades av Liljegren och Ryberg. Loreen premiärvisade låten som intervallakt under andra chansen av Melodifestivalen 2015 den 7 mars och sjöng huvudsingeln från Paperlight, "Paper Light (Higher)" med det ukrainska bandet Kazaky.

## Låtlista
| 1. | Paper Light (Higher) | 3:41 |

## Remixversion
En remixad version av Paper Light med titeln "Paper Light (Revisited)" hade premiär på Spotify den 17 april 2015. Den producerades av Salvatore Ganacci och släpptes på YouTube den 7 maj 2015.